# Balaka microcarpa
Espèce
Synonymes
- Balaka microcarpa var. longicuspis Burret[1]

Statut de conservation UICN

 CR B1ab(ii,iii)+2ab(ii,iii) : 
En danger critique
Balaka microcarpa est une espèce de plantes de la famille des Arecaceae.

## Liste des variétés
Selon Tropicos (9 avril 2019) :
- variété Balaka microcarpa var. longicuspis Burret

## Publication originale
- Notizblatt des Botanischen Gartens und Museums zu Berlin-Dahlem 15: 89. 1940.